# Trivalvaria
Trivalvaria là chi thực vật có hoa trong họ Annonaceae.

## Phân bố
Quần đảo Andaman, Bangladesh, Borneo, Đông Himalaya, Hải Nam, Java, Lào, Malaysia bán đảo, Myanmar, quần đảo Nicobar, Sumatra, Việt Nam.

## Các loài
Tám loài dưới đây lấy theo Plants of the World Online:
- Trivalvaria argentea (Hook.f. & Thomson) J.Sinclair, 1951
- Trivalvaria carnosa (Teijsm. & Binn.) Scheff., 1869
- Trivalvaria casseabriae Y.H.Tan, S.S.Zhou & B.Yang, 2018
- Trivalvaria costata (Hook.f. & Thomson) I.M.Turner, 2009 (đồng nghĩa: Polyalthia nemoralis DC., 1904) - Ran rừng, nhọc đen, lèo heo, quần đầu ít tâm bì.
- Trivalvaria kanjilalii D.Das, 1969
- Trivalvaria macrophylla (Blume) Miq., 1865
- Trivalvaria nervosa (Hook.f. & Thomson) J.Sinclair, 1955
- Trivalvaria rubra Y.H.Tan, S.S.Zhou & B.Yang, 2018